# Cerkiew św. Wacława w Brnie
Cerkiew św. Wacława – prawosławna cerkiew konkatedralna i parafialna w Brnie, w Czechach. Należy do dekanatu brneńskiego eparchii ołomuniecko-brneńskiej Kościoła Prawosławnego Czech i Słowacji.
Cerkiew wzniesiono w latach 1930–1931 według projektu rosyjskiego architekta Petra Levickýego, poświęcenie nastąpiło 25 kwietnia 1931. W latach 90. XX w. dobudowano wolnostojącą dzwonnicę. W 2003 świątynia została gruntownie wyremontowana.